# Antiglobalização
Antiglobalização é um termo genérico, utilizado sobretudo durante os anos 1990, para descrever o movimento de oposição aos aspectos capitalista-liberais da globalização. O movimento reivindica o fim de determinados acordos comerciais e do livre trânsito do capital financeiro internacional. Opõe-se ainda os antiglobalistas à formação de certos blocos comerciais como o NAFTA e a ALCA.[carece de fontes?]
Alguns dos que se identificam como antiglobalistas propõem, também, alternativas ao regime económico capitalista neoliberal, como o capitalismo keynesiano, o socialismo, o comunismo, a anarquia e o fascismo, entre outras propostas mais inovadoras, por exemplo centradas em torno das necessidades da sociedade para combater as alterações climáticas.
Outros, manifestam preocupação com danos ao meio ambiente e aos direitos humanos, entre outros fatores que resultantes da globalização liberal.
Para o Dr. Daniele Conversi, a 'globalização cultural', na sua forma atual, pode ser entendida como a importação, em via de mão única, de itens culturais estandardizados e ícones de um único país, os Estados Unidos, numa 'americanização' altamente superficial, incoerente, fracional e deficiente, em que os outros povos "como macacos, imitam algo que eles nem mesmo entendem".

## Manifestações
A designação surgiu após as manifestações da Ação Global dos Povos que promoveu vários "Dias Globais de Acção contra o Capitalista" com manifestações por todo o mundo com início em 18 de Junho de 1999 (Colónia, Alemanha) durante a cimeira do Fundo Monetário Internacional (FMI) e 30 de Novembro de 1999 (Seattle, EUA) por ocasião da cimeira da Organização Mundial do Comércio (OMC).
A 30 de Novembro houve manifestações em dezenas de países e em dezenas de cidades dos Estados Unidos da América. Esse dia ficou marcado pelas manifestações de Seattle, que atingiram proporções tais que impediram a chegada de muitos delegados ao local da cimeira. Foi um dia que ficou na história pela mediatização que foi dada às cenas de violência em Seattle e a mudanças nos discursos oficiais acerca da globalização. Porém o movimento já tinham ocorrido manifestações durante os anos 90 como em Outubro de 1993 em que mais de 500 mil pessoas se juntaram em Bangalore na Índia para protestar contra o ciclo de negociações da rodada do Uruguai sobre o comércio mundial ou em Maio de 1998 em que 70 mil manifestantes obrigaram a deslocação da cimeira do G8.
Foi depois disso que se começou a falar do "povo de Seattle" que englobaria todos os que estavam juntos nessas manifestações: anarquistas, antimilitaristas, católicos progressistas, comércio justo, movimentos de camponeses, ecologistas, feministas, marxistas, media,  Organizações Não Governamentais generalistas, Organizações Não Governamentais dos direitos humanos, Organizações humanitárias, pacifistas, sindicalistas, think thank e muitos outros grupos sem uma pertença específica a nenhuma organização ou ideologia específica.
Isso revela que os defensores da antiglobalização preocupam-se, sobretudo, com determinadas políticas econômicas, e não com tipos de regime de governo ou ideologias políticas. Por essa razão fala-se em movimento dos movimentos.
As cimeiras das principais organizações internacionais (OMC, G8, Fórum Económico Mundial, entre outras) foram marcadas por manifestações, a que chamam manifestações antiglobalização.
As manifestações são convocadas por várias organizações, nomeadamente pela Ação Global dos Povos, que é uma frente vasta, e que promove os Dias Globais de Ação contra o Sistema Capitalista. Esses dias são organizados de uma forma descentralizada e não hierárquica por grupos e movimentos populares de base em muitas cidades do globo sob a forma de festivais e manifestações que celebram a sua resistência e a sua luta.
Em Portugal realizou-se uma manifestação em Lisboa em 30 de Novembro de 1999, mas foi na manifestação de Lisboa do Dia Global de Acção contra o Sistema Capitalista de 26 de Setembro de 2000 em que surge um primeiro panfleto que referia "globalizemos a luta contra a globalização".
Mais tarde surgiu o termo "altermundialistas" proposto pela Acção pela Tributação das Transações Financeiras em Apoio aos Cidadãos (ATTAC), ligada ao jornal "Le Monde Diplomatique", dirigido por Ignácio Ramonet. Esse termo teve origem no lema "Um outro mundo é possível". Há autores que deixaram de usar o termo "antiglobalização" para adoptar "altermundialista". Surgiu nessa linha o primeiro Fórum Social Mundial em Porto Alegre, em 2001. Em Novembro de 2002 realizou-se o primeiro Fórum Social Europeu.
Associado ao movimento antiglobalização existe o Black Bloc que é um movimento antiautoritário, mas não é nenhuma organização nem rede organizada, cuja faceta mais mediática é a da intervenção nas manifestações de uma forma mais violenta, principalmente contra símbolos do capitalismo causando danos materiais, mas por vezes também contra a polícia que protege os locais das cimeiras a que o Black Block tenta chegar para impedir as reuniões (como sucedeu em Seattle). O Black Block ficou marcado pela morte a tiro de um dos seus membros, Carlo Giuliani, que foi alvejado à queima-roupa por um polícia em Génova em Julho de 2001 durante a cimeira do G8. A primeira acção ocorreu em 1992 por ocasião de uma manifestação contra a primeira guerra do Golfo em Washington onde quebraram os vidros do Banco Mundial.

## Definição
Para se definir a antiglobalização, é preciso que se tenha uma noção do que se entende por globalização, sentido que está longe de ser consensual; os acadêmicos não conseguem se pôr de acordo acerca do verdadeiro significado do termo globalização, para o qual ainda não há uma definição coerente ou universal. Alguns autores se concentram nos aspectos meramente econômicos, outros nos fluxos financeiros, outros nos aspectos políticos e legislativos, e assim por diante.
Para a sociologia a globalização é o processo pelo qual a vida social e cultural nos diversos países do mundo é cada vez mais afetada por influências internacionais em razão de injunções políticas e econômicas.
Já do ponto de vista da economia e política a globalização seria o intercâmbio econômico e cultural entre diversos países, devido à informatização, ao desenvolvimento dos meios de comunicação e transporte, à ação neocolonialista de empresas transnacionais e à pressão política no sentido da abdicação de medidas protecionistas, uma espécie de mercado financeiro mundial criado a partir da união dos mercados de diferentes países e da quebra das fronteiras entre esses mercados ou a integração cada vez maior das empresas transnacionais, num contexto mundial de livre-comércio e de diminuição da presença do Estado, em que empresas podem operar simultaneamente em diferentes países e explorar em vantagem própria as variações nas condições locais.
Logo resulta claro da análise dessas definições que alguns aspectos da globalização não são decisões deliberadamente tomadas, mas sim fatos ocorridos, contra os quais é inútil, até impossível, se opor.
A globalização é um fenômeno capitalista e complexo, cujas raízes se desconhecem. Há quem diga que tem suas raízes na Revolução Industrial, há quem diga que tem origem com os Portugueses no tempo das Descobertas. Passou despercebido por muito tempo. Hoje a tendência dos economistas é de analisar a globalização como resultado do pós Segunda Guerra Mundial, ou ainda, da Revolução Tecnológica.
Não faria sentido, por exemplo, se opôr ao o intercâmbio econômico e cultural entre diversos países, devido à informatização, ao desenvolvimento dos meios de comunicação e transporte, a menos que se quisesse lançar o mundo às trevas.
Por outro lado a integração cada vez maior das empresas transnacionais, num contexto mundial de livre-comércio e de diminuição da presença do Estado, em que empresas podem operar simultaneamente em muitos países diferentes e explorar em vantagem própria as variações nas condições locais é uma decisão de economia política, cujos efeitos sociológicos podem e devem ser debatidos.
Será vantajosa essa integração? Para quem?
Dessa maneira, seria mais correto, ao invés de se falar em antiglobalização, se falar em uma outra globalização.
Nesse sentido Stiglitz escreveu, em 2006, um livro com o sugestivo título de Making Globalization Work (Fazendo a Globalização Funcionar). Funcionar, nesse contexto, significa cumprir as promessas apregoadas quando da implementação das chamadas medidas globalizadoras, que - segundo seus defensores alegavam - teriam o condão de melhorar o padrão de vida das populações pelo mundo afora.
Mais de vinte anos passados do Consenso de Washington, tais melhorias ainda se constituem numa miragem, enquanto muitas pioras são descritas em diversos países.
A ONU resolveu analisar os resultados obtidos por esses fortes ventos liberalizantes, e medir seus efeitos nas populações dos países onde as práticas neoliberais estão sendo adotadas.
Um livro denominado "Flat World, Big Gaps" ("Um Mundo Plano, Grandes Disparidades" - tradução livre), foi editado por Jomo Sundaram, secretário-geral adjunto da ONU para o Desenvolvimento Econômico, e Jacques Baudot, economista especializado em temas de globalização, analisou essas questões e está despertando grande interesse.
Nesse livro seus autores concluem que: "A 'globalização' e 'liberalização', como motores do crescimento econômico e o desenvolvimento dos países, não reduziram as desigualdades e a pobreza nas últimas décadas".
A segunda parte do livro analisa as tendências das desigualdades econômicas que vêm ocorrendo em várias partes do mundo, inclusive na OECD, nos Estados Unidos, na América Latina, no Oriente Médio e norte da África, na África subsaariana, Índia e China.
As políticas liberais adotadas não trouxeram ganhos significativos para a melhoria da distribuição de renda, pelo contrário: "A desigualdade na renda per capita aumentou em vários países da OCDE (Organização para a Cooperação e o Desenvolvimento Econômico) durante essas duas décadas, o que sugere que a desregulação dos mercados teve como resultado uma maior concentração do poder econômico".
Surpreendentemente, a liberalização do fluxo de capitais financeiros internacionais, que era apontada como uma maneira segura de fazer os capitais jorrarem dos países ricos para irem irrigar as economias dos países pobres, deles sedentos, funcionou exatamente ao contrário.
O fluxo de dinheiro inverteu-se, e os capitais fugiram dos países mais pobres, indo para os mais ricos: "Houve uma tremenda liberalização financeira e se pensava que o fluxo de capital iria dos países ricos aos pobres, mas ocorreu o contrário", anotou Sundaram. "Como exemplo, citou que os EUA recebem investimentos dos países em desenvolvimento, concretamente nos bônus e obrigações do Tesouro, e em outros setores".
De maneira geral "a repartição da riqueza mundial piorou e os índices de pobreza se mantiveram sem mudanças entre 1980 e 2000".
Os mais recentes dados estatísticos, obtidos pela ONU, desmistificam grande parte do discurso neoliberal que é normalmente utilizado para defender certas medidas "globalizantes".
| “ | Para a maior parte do Mundo, a globalização, como tem sido conduzida, assemelha-se a um pacto com o demônio. Algumas pessoas nos países ficam mais ricas, as estatísticas do PIB - pelo valor que possam ter - aparentam melhoras, mas o modo de vida e os valores básicos da sociedade ficam ameaçados. Isto não é como deveria ser. | ” |